# 布萊帕蟲
布萊帕蟲（學名：Blapsium）是一屬已滅絕的甲蟲，生存於侏羅紀巴通期，生活在近海地區，為雜食性的食腐動物，因此可在海洋動物殼邊發現其化石。牠們有外形粗糙的鞘翅，鞘翅下是可折疊的膜質翅膀。後足的基節明顯沒有將腹部的第一對腹骨板分開。

## 外部連結
- Blapsium in the Paleobiology Database